# Bryowijkia ambigua
Bryowijkia ambigua là một loài rêu trong họ Trachypodaceae. Loài này được (Hook.) Nog. mô tả khoa học đầu tiên năm 1973.